# Piranhas (Goiás)
Piranhas è un comune del Brasile nello Stato del Goiás, parte della mesoregione del Noroeste Goiano e della microregione di Aragarças.